# Висококонтекстні та низькоконтекстні культури
Високо- та низькоконтекстні культури — концепція кластеризації культур з урахуванням специфік їх прояву, історії, наповнення та складності розуміння представниками зовнішнього світу, тобто іншими спільнотами. Розподіл культур за двома типами може здійснюватися як у рамках мовних груп, національностей або регіональних спільнот, так і на рівні компанії, професій тощо.
Висококонтекстні культури часто демонструють недиректну, «обхідну» вербальну і невербальну комунікацію, вкладаючи більше значення в ці непрямі повідомлення.
Низькоконтекстні культури, навпаки, характеризуються прямою комунікацією, що спрямована переважно на правильне розуміння повідомлення.
Модель висококонтекстних і низькоконтекстних культур пропонує широку основу для досліджень міжкультурної комунікації, проте вона часто зазнає критики серед науковців через відсутність емпіричних перевірок.

## Етимологія
Терміни «висококонтекстна культура» та «низькоконтекстна культура» походять від англійського дослівного значення словосполучень «high-context culture» і «low-context culture».
High- (укр. високий) — префікс в англійській мові, який вказує на великий рівень чогось/когось. У контексті «high-context culture» це демонструє великий ступінь залежності розуміння культури, повідомлення від контексту.
Low- (укр. низький) — префікс в англійській мові, який вказує на низький рівень чогось/когось. У випадку «low-context culture» він індикує меншу залежність між правильним усвідомленням повідомлення та контекстом.
Context (укр. контекст) — слово в англійській мові, що тлумачать як сукупність обставин, які оточують/створюють подію, ситуацію або повідомлення і визначають їх значення.
Тобто у «high-context culture» обставини вважаються ключовими для розуміння інформації, культури та взаємодії. Тоді як «low-context culture» буквально означає культуру, в якій менше уваги приділяється контексту (ситуації, невербальним знакам, культурним вимірам тощо) у спілкуванні та взаємодії.

## Історія
Кожна культура має свій власний набір моделей та правил спілкування. Так, Едвард Твітчелл Хол, американський антрополог та міжкультурний дослідник, запропонував їх власну класифікацію за чотирма критеріями: контекст, інформаційні потоки, відношення до часу та до простору. У праці «Beyond culture» створеної науковцем у 1976 році, пояснення концептуального поділу ґрунтується на тому, що вирішальне значення для ідентифікації культурних особливостей суспільства/кріїни має контекст, у якому відбуваються ті чи інші події. Автор дійшов висновку, що перещкоди, які виникають у процесі крос-культурної взаємодії, частіше за все виникають не через специфічний лінгвістичний чи семіотичний аспект (мовний код, набір символів тощо), а саме з причино-ситуативності контексту, що часто може мати декілька трактувань та шляхів сприйняття представниками інших культур. Код без контексту є неповним і недостатнім, оскільки він представляє лише частину переданого повідомлення. Так, у межах того, наскільки складний для ідентифікації підтекст розмови між представниками різних культур, розрізняються низькоконтекстні та висококонтекстні культури.

## Автор та послідовники
Ступінь наукової розробленості дослджуваних понять є порівняно невисоким, однак важливим є той факт, що ця концепція має як послідовників, так і доволі багато критиків, що, відповідно, іноді і стає на заваді поширення цієї ідеї.
Щодо автора та прихильників, активні дослідження у напрямі міжкульнурних взаємодій та важливості ступенів контексту провадяться:
- Едвард Твітчелл Голл — піонер в дослідженнях крос-культурних комунікацій, який, власне, став «батьком» поняття висококонтекстних і низькоконтекстних культур у своїх роботах «The Silent Language» (1959) та «Beyond Culture» (1976).
- Geert Hofstede[en] — нідерландський професор, що здійснив значний внесок у розуміння культурних відмінностей, включно з висококонтекстними і низькоконтекстними культурами, безпосередньо у роботі «Culture's Consequences» (1980).
- Stella Ting-Toomey — професорка CSUF[en], шо провадить активні дослідження у напрямі людської комунікації, де для розуміння міжкультурних взаємин активно використовує концепції висококонтекстних і низькоконтекстних культур.

## Характеристика

### Вискококонтекстна культура
Висококонтекстні культури зазвичай є релятивними, колективістськими, в яких найбільше уваги приділяється міжособистісним взаєминам. У них гармонія і благополуччя команди, суспільства є пріоритетнішими за індивідуальні досягнення. Люди покладаються на свої кола друзів і сім'ї, сприймаючи взаємини як частину однієї великої спільноти. Більш того, висококонтекстна культура характеризується довгою історією та традиціями своєї нації.
Комунікація має імпліцитний характер, звернена до діалогу, відсутні відкриті висловлювання, наявна велика кількість пауз, характеризується стриманістю емоцій, врахуванням невербального параметру повідомлення — важливі зовнішній вигляд, поведінка, статус, ієрархічне спрямування.
Висококонтекстним культурам властивий підвищений рівень насиченості конотаціями. Зазвичай люди більш уважні, спостережливі до виразу обличчя, мови тіла, зміни тону та інших аспектів спілкування, які не вимовляються прямо.

###### Риси
- неочевидність нюансів трансльованої інформації;
- вагомість статусу й рангу;
- спільне минуле, історія;
- емоціне забарвлення повідомлення;
- складність розуміння (усвідомлення);
- важливість (специфічність) невербальної комунікації;
- згуртованість спільноти;
- нюансовість комунікації.

### Низькоконтекстна культура
Низькоконтекстні культури ґрунтуються на однозначності висловлювань, оскільки не очікується, що люди знають історію чи досвід одне одного. Значення повідомлень більше залежить від вимовлених слів, ніж від інтерпретації «тонких» або невисловлених сигналізаторів.
Комунікація чітка, проста, точна, характеризується експліцитністю висловлювання, повторами (за необхідності роз'яснення), що сприяє правильному усвідомленню ідеї повідомлення. Крім того, вона пряма, у неї відсутні недомовленості, однак відкрито виражаються скарги та невдоволення. Низькоконтекстна комунікація більше покладається на сказані слова для передачі значення, ніж на нюансивні або невисловлені підтексти, тобто характеризується рисами денотації.
У низькоконтекстних культурах взаємини не розглядаються як важливий чинник самоідентифікації. Люди в низькоконтекстних культурах сприймають взаємини набагато легше, а кордони між групами людей будуються у більш гнучкій манері.

###### Риси
- очевидність інформації;
- прямота комункації;
- легкість розуміння (усвідомлення);
- менш згуртоване суспільство:
- висвітлювання (відтворення) усіх фактів.

## Географія розподілу
Розрізнення культур за контекстом «високих» та «низьких» не може бути чітким і стабільним. Враховуючи специфіку кожної спільноти, її темпи розвитку та перспективу еволюції, не можна виключати відповідних змін, що прийдуть з часом. Натомість порівняння між культурами може продемонструвати більші чи менші відмінності в культурі взаємодій.
Холл описує, що в деяких культурах існують як низько-, так і висококонтекстні ситуації. Однак розуміння загальних домінуючих тенденцій може допомогти інформувати про певний з типів контекстного розподілу та навчати людей, як краще сприяти комунікації між представниками з різним культурним походженням.

## Взаємодія представників різноконтекстних культур
Інтеракція між представниками висококонтекстної і низькоконтекстної культур часто може супроводжуватися труднощами й навіть конфліктами. Виокремимо основні вектори непорозумінь:
Комунікаційний стиль: висококонтекстні культури для передачі повідомлень використовують більше невербальних сигналів, тону, жестикуляції, тоді як у низькоконтекстних культурах більший акцент робиться на прямій, вербальній комунікації. Є ймовірність виникнення непорозумінь у сприйнятті інформації.
Кількість експліцитної інформації: обсяг трансльованої інформації, багатослів'я чи, навпаки, «скупі» відповіді можуть по-різному інтерпретуватися протилежною за контекстом культурою.
Якість повідомлення: неявно через контекст, невербальні сигнали чи чітко, лаконічно та конкретно подана думка.

## Приклади
Наприклад, представники висококонтекстної культури (Китаю, Саудівської Аравії) поширюють більше інформації на коло «членів групи» — сім'ю, друзів і співробітників. Члени низькоконтекстної культури (США, Німеччини) віддають перевагу обмеженому спілкуванню у менших, обраних групах і діляться тільки необхідною інформацією. Висококонтекстні культури більш уразливі для комунікаційних збоїв, коли вони передбачають більш загальне, широке розуміння, ніж є насправді. З іншого боку, їх схильність до непрямих методів спілкування відповідає викликам епохи різноманітності. Низькоконтекстні культури менше здатні терпіти і розуміти різноманітність, а тому, як правило, їх представники більш ізольовані. Очевидність їх пояснень часто може викликати здивування, недомисл, образу.
Французи можуть відчути, що німці недооцінюють їх інтелект, пояснюючи зрозумілі, безперечні речі, тоді як німці можуть відчути, що французькі менеджери не задають жодного напряму.
Очевидним є той факт, що культури не можуть мать гарантованих рис конкретного типу культури за контекстом. Цей показник є відносним. Як приклад, Англія (яку вважаємо висококонтекстною культурою) справді є такою порівняно з Данією (вважається низькоконтекстною культурою). Однак, якщо брати до уваги Японію (NB! азійські країни мають найвищі показники контекстності), вона є більш вищою у цьому «рейтингу», ніж Англія, однак це не робить останню низькоконтекстною.
З огляду на це можна висунути узагальнення, що спектр країн між екстремумами тотально низької чи високої за ступенем контекстності культур є широким. Роль цього показника та відносність культутри до іншої націлені на точніше визначення змісту та стилістики комунікативних взаємин.

## Рівень контекстності культури українців
Щодо України, то оскільки за історичних обставин країна перебувала під впливом як колективістських, так й індивідуалістичних культур, ми займаємо відносно проміжне положення у цій класифікації. Якщо порівнювати нашу культуру з європейськими, ми маємо більше недосказаностей, багатозначності у своїх висловлюваннях та ірраціоналізму, але Україна історично має значний вплив на неї як індивідуалістичних, так і колективістських суспільств, тому їй відводять проміжне місце між низькоконтекстними і висококонтекстними культурами. В українській культурі порівняно з європейськими більше ірраціональності, недомовок і багатозначності.

Помилковим є проведення паралелі між приналежністю до етномовних категорій та ступенів контекстності культур. Так, Україна, хоч і вважається слов'янською країною, однак порівняно з представниками, наприклад, Чехії, Болгарії, росії ми маємо відмінні риси контекстності культур. Так, українці є більш висококонтекстними, ніж чехи, однак водночас росіяни займають вищу позицію у складності розуміння культури. Український науковець В.О. Чернецький, досліджуючи посткомуністичні культури, у контексті чого порівнюючи Україну та росію, зазначив:
«наскільки відмінними можуть бути національні відповіді… Дві культури створюють радикально відмінні дискурси національного: постімперської меланхолії і стійкої спадщини теорії Достоєвського про «всесвітню сприйнятливість», з одного боку, і реконструювання та переоцінювання колоніяльного і доколоніяльного минулого, з іншого».
А. Пустовар у контексті бізнес-комунікації визначила, що під впливом російської бізнес-культури з одного боку і європейської — з іншого у спілкуванні з українцями можна зустріті як «висококонтекстних» партнерів, так і «низькоконтекстних». Як свідчать дослідження, в комунікативному контакті українці схильні надавати значення не тільки діловим пропозиціям, але й особистості співрозмовника. Перш ніж переходити до справи, важливо позиціонувати себе як «свого», згадати спільних знайомих, поскаржитися на життя, показати свій статус, тобто створити атмосферу переговорів. Нав'язування свого регламенту зустрічі іноді також сприймається як домінування і викликає агресію і неприязнь, у такому разі варто пожертвувати структурованістю зустрічі на користь доброзичливої атмосфери.